# Pielęgnica Meeka

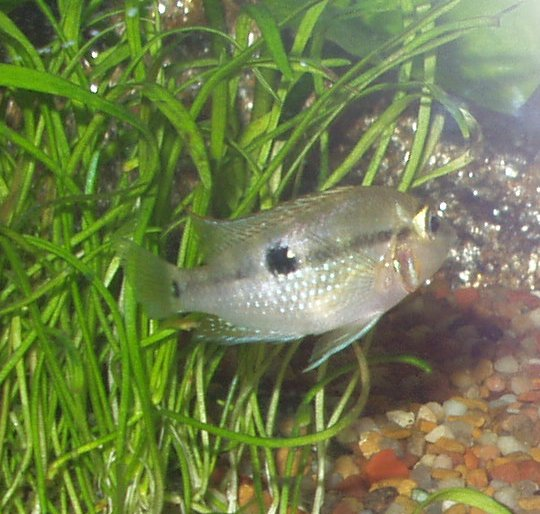
Młody osobnik

Pielęgnica Meeka (Thorichthys meeki) – słodkowodna ryba z rodziny pielęgnicowatych (Cichlidae). Bywa hodowana w akwarium.

## Występowanie
Meksyk, Gwatemala – wody mętne i dość twarde.

## Charakterystyka
Jak większość pielęgnic są to ryby terytorialne. Często przyjmują postawę odstraszającą pokazując purpurowe skrzela oraz wyprężając płetwy przed innymi mieszkańcami akwarium.
W świetle dziennym jak i przy sztucznym ich płetwy fosforyzują. Dorosłe osobniki osiągają do 16 cm długości.

## Warunki w akwarium
| Zalecane warunki w akwarium | Zalecane warunki w akwarium |
| --------------------------- | --------------------------- |
| Wielkość zbiornika          | minimum 160 l               |
| Temperatura wody            | 20 – 30 °C                  |
| Twardość wody               | twarda 18 – 30°n            |
| Skala pH                    | 7 – 8,5                     |
| Pokarm                      | żywy, mrożony i suchy       |

## Rozmnażanie
Składa jaja na dobrze oczyszczonych powierzchniach kamieni, korzeni lub liści. Larwy po wykluciu przenoszone są do wcześniej wykopanych przez samca dołków w podłożu. Ikrą i narybkiem opiekują się oboje rodzice.
Młode karmi się pierwotniakami (wyhodowanymi np. ze skórki banana i słomy), ugotowanym żółtkiem oraz oczlikami. Młode są słabo ubarwione. Wraz ze wzrostem, odpowiednio karmione przybierają intensywne kolory. 